# (34775) 2001 QL263
2001 كيو أل 263 (ويعرف أيضًا باسم (34775) 2001 كيو أل 263 وفق تسمية الكوكب الصغير) (بالإنجليزية: 2001 QL263)‏ هو كويكب ضمن حزام الكويكبات؛ وترتيبه 34775 من حيث الاكتشاف.
اكتُشف هذا الجُرم الفلكي بواسطة مرصد لويل للبحث عن الأجرام القريبة من الأرض في 25 أغسطس 2001.

## وصلات خارجية
- (34775) 2001 QL263 في قاعدة بيانات مختبر الدفع النفاث لأجرام النظام الشمسي الصغيرة

- الاكتشاف · مخطط المدار ·  العناصر المدارية · المعلمات المادية

- (34775) 2001 QL263 على موقع ويكي سكاي: DSS2, SDSS, GALEX, IRAS, Hydrogen α, X-Ray, Astrophoto, Sky Map, Articles and images